# A. P. Balachandran

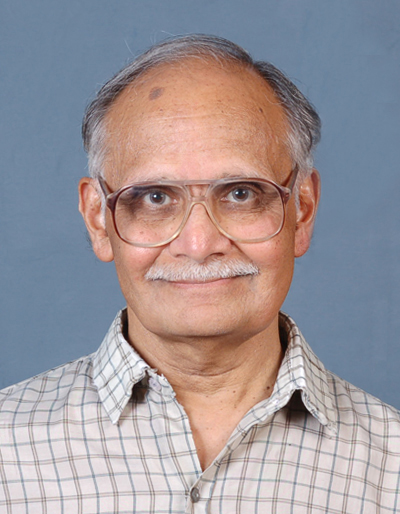
A. P. Balachandran

A. P. Balachandran (Aiyalam Parameswaran Balachandran; * 25. Januar 1938 in Salem, Provinz Madras, Britisch-Indien; † 18. April 2025 in Coimbatore, Tamil Nadu) war ein indischer theoretischer Physiker.

## Leben
Balachandran studierte zunächst am Madras Christian College und wurde 1962 bei Alladi Ramakrishnan an der Universität Madras promoviert. Als Post-Doktorand war er bei Walter Thirring an der Universität Wien und am Enrico Fermi Institute in Chicago. Ab 1964 war er Professor an der Syracuse University.
Er befasste sich mit dem Skyrme-Modell, Hopf-Algebren in der Physik, Quantenfeldtheorien in nichtkommutativen Raumzeiten, topologischen Methoden wie Homotopiegruppen und Faserbündeln in der Quantenphysik, Fuzzy Geometrie und Fuzzy Physik.
Balachandran war Fellow der American Physical Society. Zu seinen Doktoranden gehörte Pierre Ramond.

## Schriften
- mit S. G. Jo, G. Marmo: Group Theory and Hopf Algebras: Lectures for Physicists, World Scientific 2010.
- mit G. Marmo, B. S. Skagerstam, A. Stern: Classical Topology and Quantum States, World Scientific 1991.
- mit G. Marmo, B. S. Skagerstam, A. Stern: Gauge Symmetries and Fibre Bundles : Applications to Particle Dynamics, Springer Verlag, 1983. Arxiv (Update)
- mit S. Kurkcuoglu, S. Vaidya: Lectures on Fuzzy and Fuzzy Susy Physics, World Scientific Publishing Co. Inc. 2007. Preprint bei Arxiv
- mit G.C. Trahern: Lectures on Group Theory for Physicists, Brill Academic Publishing, 1986.
- als Herausgeber: Hubbard Model and Anyon Superconductivity, World Scientific 1991.

Aufsätze:
- Skyrmions, in: M. Boswick, F. Gursey, High Energy Physics 85, World Scientific 1985.
- mit G. Bimonte, G. Marmo, A. Simoni: Topology Change and Quantum Physics, Nucl. Phys. B, Band 46, 1995, S. 299–314, Arxiv.
- Localisation in Quantum Field Theory, Arxiv 2016.
- mit Asorey u. a.: Quantum Physics and Fluctuating Topologies: Survey, Arxiv 2012.
- mit Ibort, Marmo, Martone: Quantum Fields on Noncommutative Spacetimes: Theory and Phenomenology, Arxiv 2010.
- Quantum spacetimes in the year 1, Pramana, Band 52, 2002, 359, Arxiv.
- mit Alexanian: On the Failure of Spin-Statistics Connection in Quantum Gravity, Phys. Lett. B, Band 537, 2002, S. 103–116, Arxiv.